# Édouard Nanny
Œuvres principales
2 concertos pour contrebasse ; méthode de contrebasse ; études
Édouard Nanny (Saint-Germain-en-Laye, le 24 mars 1872 – Paris 17e, le 12 octobre 1942) est un contrebassiste, professeur de contrebasse et compositeur français. Membre de la Société de concerts des Instruments anciens, Nanny a connu un certain succès en écrivant un concerto pour contrebasse et orchestre sous le nom du célèbre contrebassiste Domenico Dragonetti (1763-1846). Il écrivit également un autre concerto pour contrebasse en mi mineur sous son propre nom et quelques autres pièces pour cet instrument.
Il a longtemps été professeur de contrebasse au Conservatoire de Paris.
Édouard Nanny a créé une méthode pratique et complète pour les contrebassistes débutants et confirmés.

## Carrière
Nanny était membre de la Société de concerts des Instruments anciens. Il a acquis une renommée internationale en tant que compositeur au long de sa vie, mais n'a jamais reçu dans le monde le respect qu'il a obtenu en France.
Ses œuvres les plus connues sont le Concerto en mi mineur, une méthode « Méthode complète pour la contrebasse à quatre et cinq cordes », « Vingt études de virtuosité », et « Dix études-caprices » ; elles sont jouées depuis un siècle par les contrebassistes étudiants, professeurs et solistes.
Bien que ses deux concertos (le sien, et celui écrit sous le nom de Dragonetti) soient importants, son travail le plus influent est celui qu'il a effectué en tant que pédagogue, et notamment grâce à sa méthode pédagogique. Il a enseigné au Conservatoire de Paris jusque 1940.
Parmi ses œuvres principales, son Enseignement Complet est considéré comme sa réalisation la plus durable : Nanny y transmet la méthode qu'il a utilisée pour devenir lui-même virtuose. Il comprend des études du niveau débutant au niveau virtuose, avant tout avec archet mais aussi en pizzicato. L'ouvrage peut également être utilisé pour la guitare basse et le violoncelle — dans la même clef le la même tessiture qu'avec la contrebasse, bien que pour le violoncelle les notes, lues de façon identiques, sonnent une octave plus haut.
Les premiers exercices sont simples, utilisant des gammes introduites lentement dans des tonalités simples : do majeur, sol majeur, ré majeur, etc. Les études progressent d'intervalles simples liées à des parties de gammes jusqu'à des intervalles complexes et des rythmes difficiles, dans des tonalités progressivement plus difficiles, à un tempo de plus en plus rapide. Des débuts faciles de la méthode jusqu'à son difficile finale, un contrebassiste débutant ou intermédiaire peut la parcourir en 3 à 5 ans. L'étendue de cette méthode est vaste et complet.
Le Concerto en la majeur attribué au virtuose classique italien Domenico Dragonetti a en fait été écrit par Nanny.

## Source
- (en) Cet article est partiellement ou en totalité issu de l’article de Wikipédia en anglais intitulé « Édouard Nanny » (voir la liste des auteurs).